# Тамаламеке
Тамаламеке (ісп. Tamalameque) — місто й муніципалітет на північному сході Колумбії, в департаменті Сесар.

## Історія
Місто було засновано 29 вересня 1544 року.

## Географія
Місто розташовано в західній частині департаменту, на правому березі річки Магдалена, за 185 кілометрів на південний захід від адміністративного центру департаменту, міста Вальєдупар.
Муніципалітет межує на півночі з муніципалітетом Чімічагуа, на сході — з муніципалітетами Пайлітас і Пелая, на півдні — з муніципалітетом Гонсалес, на північному заході — з департаментом Маґдалена, на заході — з територією департаменту Болівар.

## Демографія
За даними Національного адміністративного департаменту статистики Колумбії загальна чисельність населення міста й муніципалітету 2012 року становила 13 950 осіб.
Динаміка чисельності населення муніципалітету за роками:
| 14,046                                 | 14,039 | 14,025 | 14,019 | 14,001 | 13,988 | 13,973 | 13,950 |
| В період з 2005 по 2012 рік (тис. ос.) |        |        |        |        |        |        |        |

Відповідно до даних перепису 2005 року чоловіки складали 50,9 % населення Тамаламеке, жінки — відповідно, 49,1 %. У расовому сенсі негри, мулати та райсальці — 63,1 %, європейці та метиси складали 46,6 % від населення муніципалітету, індіанці — 0,3 %. Рівень грамотності серед усього населення становив 83,6 %.